# Astragalus brachypus
Astragalus brachypus är en ärtväxtart som beskrevs av Alexander Gustav von Schrenk. Astragalus brachypus ingår i släktet vedlar, och familjen ärtväxter. Inga underarter finns listade i Catalogue of Life.